# Neobisium gineti
Espèce
Neobisium gineti est une espèce de pseudoscorpions de la famille des Neobisiidae.

## Distribution
Cette espèce se rencontre dans des grottes en France dans le Jura, l'Ain, l'Isère et la Drôme et en Suisse dans le canton de Vaud,.

## Description
Le mâle holotype mesure 3,2 mm

## Étymologie
Cette espèce est nommée en l'honneur de René Ginet.

## Publication originale
- Vachon, 1966 : Quelques remarques sur le genre Neobisium J. C. Chamberlin (Arachnides, Pseudoscorpions, Neobisiidae) a propos d'une espèce nouvelle Neobisium (N.) gineti, habitant les cavernes de l'est de la France. Bulletin du Muséum National d'Histoire Naturelle, Paris, sér. 2, vol. 37, p. 645-658 (texte intégral).